# Capanemia pygmaea
Capanemia pygmaea är en orkidéart som först beskrevs av Friedrich Fritz Wilhelm Ludwig Kraenzlin, och fick sitt nu gällande namn av Rudolf Schlechter. Capanemia pygmaea ingår i släktet Capanemia och familjen orkidéer. Inga underarter finns listade i Catalogue of Life.